# 霜月たかなか
霜月 たかなか（しもつき たかなか、1951年 - ）は、フリーライター、漫画評論家。本名は原田 央男（はらだ てるお）。コミックマーケット初代代表、元東洋大学文学部通信教育課程非常勤講師。

## 略歴
埼玉県出身。1971年に和光大学入学。1975年に米澤嘉博、亜庭じゅんらと漫画批評集団「迷宮」を結成。その活動の一環として漫画同人誌の即売会「コミックマーケット」を企画し、初代代表に就任。1980年に代表を辞し、以降はアニメを中心としたサブカルチャー方面のライター、漫画評論などの活動をしている。

## 著書

### 単著
- 誕生!「手塚治虫」マンガの神様を育てたバックグラウンド（朝日ソノラマ、1998年、ISBN 4-257-03540-4）
- ドキュメント・ボトムズ 高橋良輔アニメの世界（三一書房、2000年、ISBN 4-380-99222-5）
- 完全保存版 鉄腕アトムコンプリートブック（メディアファクトリー、2003年、ISBN 4-8401-0732-7）
- コミックマーケット創世記（朝日新書、2008年、ISBN 978-4-02-273250-7）
- COM 40年目の終刊号（朝日新聞出版、2011年、ISBN 978-4-02-214074-6）

### 共著
- 川本喜八郎 ANIMATION & PUPPET MASTER（角川書店、1994年、ISBN 4-04-852506-9）
- 『エヴァ』の遺せしもの（青弓社、1997年、切通理作、高田明典らと共著、ISBN 4-7872-7081-8）
- 天才パソコミ塾（集英社インターナショナル、2002年、なにわぎひろと共著、ISBN 4-7976-7034-7）
- Dr.マシリト 漫画最強術（集英社、2023年、鳥嶋和彦と共著、ISBN 978-4-08-790131-3）

### 小説
- 機動戦士Oガンダム 音声多重アウトサイドストーリー（みのり書房『月刊OUT』連載、1987年）
- 機動戦士OガンダムII（みのり書房『月刊OUT』連載、1988年）

## メディア出演

### ラジオ
- TOKYO M.A.A.D SPIN「ゆう坊＆マシリトのKosoKoso放送局」（2023年7月31日（8月1日午前3：00）、J-WAVE） - 桂正和らと共にゲスト出演[5][6]